# Parrya
Parrya – rodzaj roślin z rodziny kapustowatych Brassicaceae. Obejmuje 41 gatunków występujących w północno-wschodniej Europie, w północnej i środkowej Azji oraz w północnej części Ameryki Północnej i w środkowej części tego kontynentu w Górach Skalistych. Niektóre gatunki uprawiane są jako rośliny ozdobne w ogrodach skalnych, zwłaszcza Parrya nudicaulis. 
Nazwa rodzaju upamiętnia badacza Arktyki Williama E. Parry'ego (1790–1855), ponieważ podczas jego wyprawy w latach 1819–1820 zebrane zostały rośliny z tego rodzaju, na podstawie których takson został opisany.

## Morfologia
PokrójByliny z tęgą nasadą łodygi, czasem drewniejącą i zwykle okrytą trwałymi nasadami liści. Łodyga kwiatonośna prosto wzniesiona i nierozgałęziona, bezlistna lub ulistniona, ogruczolona lub nie, owłosiona lub naga.
LiścieOdziomkowe skupione w rozetę, u niektórych gatunków też łodygowe. Ogonkowe, całobrzegie lub ząbkowane, rzadko pierzasto wcinane.
KwiatyZebrane w grono znacznie wydłużające się w czasie owocowania. Działki kielicha 4, jajowate, podługowate, rzadziej równowąskie. Płatki korony 4, fioletowe, lawendowe, białe, rzadko różowe, z wyraźnym paznokciem. Pręcików 6, wyraźnie czterosilnych.
OwoceSiedzące lub krótkoszypułkowe, równowąskie lub lancetowate łuszczyny, bez przewężeń, gładkie lub pomarszczone, nagie lub ogruczolone, zawierające od kilku do ponad 20 nasion. Nasiona często są szeroko oskrzydlone, kulistawe lub podługowate, mocno spłaszczone, z łupiną gładką, nie śluzowaciejącą przy kontakcie z wodą.

## Systematyka
Pozycja systematyczna według APweb (aktualizowany system APG IV z 2016)
Rodzaj z plemienia Chorisporeae z rodziny kapustowatych Brassicaceae.
Wykaz gatunków
- Parrya alba Nikitina
- Parrya albida Popov
- Parrya arctica R.Br.
- Parrya asperrima (B.Fedtsch.) Popov
- Parrya australis Pavlov
- Parrya darvazica Botsch. & Vved.
- Parrya fruticulosa Regel & Schmalh.
- Parrya glabra (Royle) D.A.German & Al-Shehbaz
- Parrya gracillima (Popov ex Botsch. & Vved.) D.A.German & Al-Shehbaz
- Parrya hispida (Regel) D.A.German & Al-Shehbaz
- Parrya junussovii D.A.German & Al-Shehbaz
- Parrya khorasanica (Rech.f. & Aellen) D.A.German
- Parrya kuramensis Botsch.
- Parrya lancifolia Popov
- Parrya longicarpa Krasn.
- Parrya maidantalica Popov & P.A.Baranov
- Parrya minjanensis Rech.f.
- Parrya mollissima (Lipsky) D.A.German & Al-Shehbaz
- Parrya nauruaq Al-Shehbaz, J.R.Grant, R.Lipkin, D.F.Murray & C.L.Parker
- Parrya nudicaulis (L.) Regel
- Parrya nuratensis Botsch. & Vved.
- Parrya olgae (Regel & Schmalh.) D.A.German & Al-Shehbaz
- Parrya papillosa (Vassilcz.) D.A.German & Al-Shehbaz
- Parrya pavlovii A.N.Vassiljeva
- Parrya pazijae (Pachom.) D.A.German & Al-Shehbaz
- Parrya pinnatifida Kar. & Kir.
- Parrya pjataevae (Pachom.) D.A.German & Al-Shehbaz
- Parrya podlechii (F.Dvořák) D.A.German & Al-Shehbaz
- Parrya popovii Botsch.
- Parrya pulvinata Popov
- Parrya runcinata (Regel & Schmalh.) N.Busch
- Parrya rydbergii Botsch.
- Parrya sarawschanica (Regel & Schmalh.) D.A.German & Al-Shehbaz
- Parrya saurica (Pachom.) D.A.German & Al-Shehbaz
- Parrya saxifraga Botsch. & Vved.
- Parrya schugnana Lipsch.
- Parrya stenocarpa Kar. & Kir.
- Parrya subsiliquosa Popov
- Parrya tschimganica (Popov ex Botsch. & Vved.) D.A.German & Al-Shehbaz
- Parrya turkestanica (Korsh.) N.Busch
- Parrya vvedenskyi (Pachom.) D.A.German & Al-Shehbaz